# Kočarji
Kočarji este o localitate din comuna Kočevje, Slovenia, cu o populație de 29 de locuitori.